# Peter Fornaro

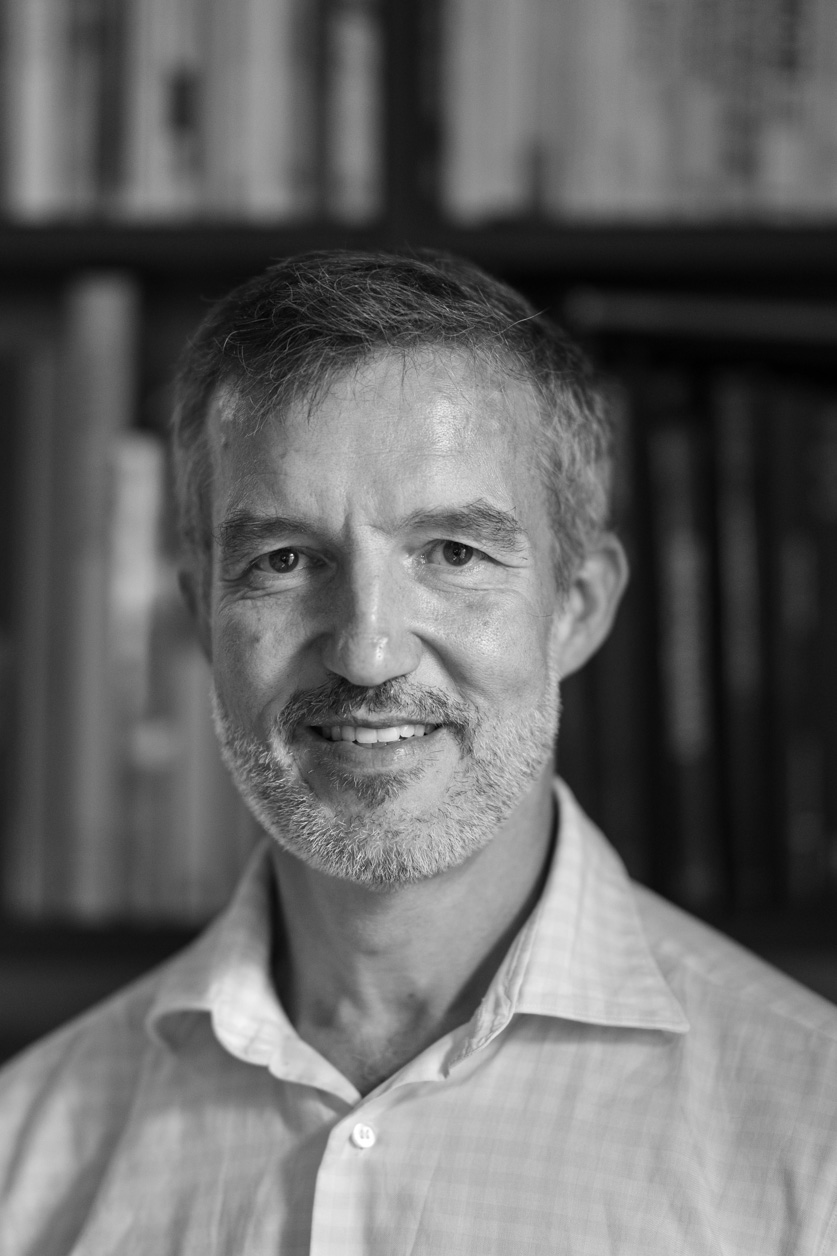
Peter Fornaro, 2025

Peter Fornaro (* 3. April 1973) ist ein Schweizer Wissenschaftler, der sich mit Imaging science (wissenschaftliche Bildverarbeitung), Langzeitarchivierung und Digital Humanities beschäftigt. Er ist Titularprofessor für Digital Humanities an der Universität Basel.

## Biografie
Peter Fornaro absolvierte eine vierjährigen Berufslehre als Automatiker EFZ bei der Kriegel & Schaffner AG in Basel (heute Teil der ETAVIS Gruppe). Es folgte ein Studium der Elektrotechnik mit Schwerpunkt auf Computer- und Kommunikationstechnologien, das er 1996 an der HTL Muttenz (heute Hochschule für Technik der FHNW) mit dem Diplom abschloss. Danach absolvierte er eine Ausbildung zum wissenschaftlichen Fotografen am Institut für Physikalische Chemie der Universität Basel. Seine Schwerpunkte lagen auf der analogen Silberhalogenidfotografie, digitaler Bildverarbeitung, Archivierungssystemen und frühen Webtechnologien.
Anschliessend studierte Fornaro experimentelle Physik am Departement Physik der Universität Basel und promovierte 2004 bei Ernst Meier mit einer Dissertation zur Rastersondenmikroskopie und dem Einfluss der Spitzengeometrie auf die Messpräzision.
Neben seiner wissenschaftlichen Tätigkeit absolvierte Fornaro ein Nachdiplomstudium (MAS) in Betriebswirtschaft und Marketing im Jahr 2005 sowie ein MBA-Studium in Business Development und Marketing im Jahr 2024, beide an der Universität Basel.
Er war als Postdoktorand und Dozent am Digital Humanities Lab (vormals Imaging and Media Lab) sowie beim Réseau Cinéma Suisse tätig, wo er für die Koordination des technischen Curriculums in Bereichen wie visuelle Medien, Lichtgestaltung und Wahrnehmung verantwortlich war. Im Jahr 2018 habilitierte er sich im Fach Digital Humanities an der Universität Basel mit einer Arbeit zur Bilddokumentation in Kunst und Kultur.
Fornaro lehrt an den Universitäten Basel und Lugano (Università della Svizzera italiana) in den Bereichen digitale Bildgebung, Farbmetrik, digitale Langzeitarchivierung und künstliche Intelligenz. Seine Arbeiten zur Farbmetrik und Medientechnologie umfassen Bildverarbeitung, Farbkalibrierung und die digitale Reproduktion von Kunstwerken. Er leistete Beiträge zur Standardisierung im Bereich der Digitalisierung des kulturellen Erbes.
Fornaro ist derzeit Vorstandsmitglied von Memoriav, der Schweizerischen Vereinigung zur Erhaltung des audiovisuellen Kulturerbes.
Er ist ausserdem Gründungspräsident und Mitglied des Organisationskomitees von DHCH (Digital Humanities Switzerland).
Darüber hinaus ist er Ratsmitglied im Photoconsortium, einem internationalen Zusammenschluss, der sich dem fotografischen Kulturerbe und der digitalen Kulturpolitik widmet.

## Forschungsprojekte
Peter Fornaro hat zahlreiche Forschungsprojekte in den Bereichen digitale Langzeitarchivierung, wissenschaftliche Bildgebung und Infrastrukturentwicklung für die Geisteswissenschaften geleitet oder mitgeleitet.

### Laufende Projekte
- DSD – Digitales Schaudepot: Eine Plattform zur Unterstützung der Digitalisierung und Langzeitarchivierung in GLAM-Institutionen durch koordinierte Arbeitsabläufe und technische Infrastruktur. Ein zentrales Teilprojekt, Curiositas 5.0, rekonstruiert digital das Museum Faesch aus dem 17. Jahrhundert in Basel.[9]
- Deep Digital Materiality (2024–2028): Ein Forschungsprojekt zur Erweiterung bildgebender Oberflächenverfahren mit Anwendungen in der Konservierung, Restaurierung und kuratorischen Praxis, gefördert durch das BRIDGE-Programm des Schweizerischen Nationalfonds (SNF) und Innosuisse

### Abgeschlossene Projekte
- Participatory Knowledge Practices in Analogue and Digital Image Archives (PIA) (2021–2025): Ein vom Schweizerischen Nationalfonds im Rahmen des Sinergia-Programms gefördertes Forschungsprojekt zur semantischen Erschließung fotografischer Archive durch künstliche Intelligenz und zur Untersuchung von Wissenspraktiken im digitalen Kulturerbe.[10][11]

- DaSCH – Data and Service Center for the Humanities (2021–2024): Eine vom Schweizerischen Nationalfonds geförderte Infrastrukturinitiative zur langfristigen Sicherung und Zugänglichkeit von Forschungsdaten aus den Geisteswissenschaften.[12]

- Digitale Materialität (2013–2018): Forschung zur Erfassung und digitalen Reproduktion von Licht-Oberflächen-Interaktionen mit dem Ziel, Kunstwerke in digitalen Formaten realistischer darzustellen.[13]

- CAPcam – Automatisierte Fachkamera für interaktive Bildgestaltung (2013–2015): Entwicklung von Steuerungssoftware und einer Benutzeroberfläche für eine hochpräzise digitale Fachkamera zur Dokumentation von Kulturgut[14]

- Monolith II – Hochleistungsspeichersystem für die digitale Archivierung (2010–2012): Fortsetzung des Projekts Monolith mit Fokus auf technischen Erweiterungen und Optimierungen der Arbeitsabläufe zur mikrofilmgestützten Langzeitarchivierung.[15]

- Monolith I – System für die digitale Archivierung (2007–2009): Ein vom KTI gefördertes Projekt zur Entwicklung von Software und Methoden für die digitale Langzeitarchivierung auf Mikrofilm.[16]

- PEVIAR – Digitale Originale auf Mikrofilm (2006–2008):  Entwicklung eines selbsterklärenden Archivierungssystems zur digitalen Langzeitarchivierung auf fotografischem Trägermaterial.[17]

- AFRESA – Digitalisierung von Filmbeständen (2008–2011):  Optimierung von Digitalisierungsabläufe für museale Filmbestände.[18]

### Frühere Forschungsprojekte
- Optische Pinzette (2000–2001): Entwicklung von rauscharmer Verstärkertechnik und FPGA-basierten Steuerungssystemen für Laserpincetten in der Bioanalyse (in Zusammenarbeit mit N. Hegner, Departement Physik, Universität Basel)

- FAMARAS – Rasterkraftmikroskop für die Phoenix-Marsmission (1999–2001): Entwicklung von Software und Hardware für mikroskopische Instrumente im Weltraumeinsatz (mit H.R. Hidber, Universität Basel).

- Neuronal NOSE (1997–2000): Konzeption und Prototypisierung eines intelligenten molekularen Sensors mittels Mikrolever-Arrays und Machine Learning. Die Entwicklung umfasste FPGA-Programmierung und Sensortechnik.

## Berufliche und unternehmerische Tätigkeiten
Peter Fornaro ist auch in der angewandten Forschung, in der Zusammenarbeit mit der Industrie sowie unternehmerisch aktiv:
- Patent: Miterfinder der internationalen Patentanmeldung PCT/EP2016/067045 – Computersystem und Verfahren zur verbesserten Glanzdarstellung in der digitalen Bildgebung, eingereicht in der Europäischen Union, den Vereinigten Staaten, Japan und China.
- Truvis AG (seit 2017): Gründer und Vorstandsmitglied der Truvis AG, einem Spin-off der Universität Basel, das sich auf digitale Bildgebungstechnologien spezialisiert hat.
- Bitsave AG (2008–2018): Gründer und Verwaltungsratspräsident der Bitsave AG in Kehrsatz, ein Unternehmen für Systemlösungen und Beratung im Bereich digitale Langzeitarchivierung.
- Beratungsmandate (seit 2006): Fornaro war als Berater im Bereich Digitalisierung und Archivierungssysteme für mehrere Institutionen tätig:Messe Schweiz, Federal Office of Topography swisstopo, Jenoptik (Leica), Swiss Data Safe AG, Swiss National Museum, Ringier Bildarchiv

## Publikationen
- Fornaro, P., & Chiquet, V. (2024). Curiositas 5.0: Real-world challenges in data acquisition, interoperability, and storytelling. Journal of Imaging Science and Technology, 68(4), 1–8. DOI:10.2352/J.ImagingSci.Technol.2024.68.4.040404
- Weber, C. P., & Fornaro, P. (2024). Interactive and immersive city exploration through augmented reality. In Euromed 2024, Limassol, Cyprus.[19]
- Felsing, U., Fornaro, P., & Raemy, J. A. (2023). Community and interoperability at the core of sustaining image archives. University of Oslo Library.doi:10.5617/dhnbpub.10649
- Manz, M. C., & Fornaro, P. (2023). Recommended 3D workflow for digital heritage practices. Society for Imaging Science and Technology Conference Proceedings.[20]
- Chiquet, V., & Fornaro, P. (2021). Fotografie und Kuration im Digitalen. Rundbrief Fotografie, 28(2), 16–24.[21]
- Fornaro, P., & Chiquet, V. (2020). Artificial intelligence for content and context metadata retrieval in images and image groups. IS&T Archiving Conference Proceedings.[22]
- Chiquet, V., & Fornaro, P. (2020). Digitale Infrastrukturen in den Geisteswissenschaften: Erfahrungen aus den Digitalisierungsprojekten des DaSCH. In U. Andraschke & S. Wagner (Eds.), Objekte im Netz: Wissenschaftliche Sammlungen im digitalen Wandel (pp. 305–318). Bielefeld: transcript Verlag.[23]
- Fornaro, P. (2020). Digitale Fotografie im Museum. In M. Fehlmann & K. Heiniger (Eds.), Jahresbericht des Historischen Museums Basel 2019.[24]
- Fornaro, P., & Hunziker-Rodewald, R. (2019). RTI images for documentation in archaeology: The case of the Iron Age female terracotta figurines from Buṣayra, Jordan. Journal of Eastern Mediterranean Archaeology and Heritage Studies, 7(2), 188–204.[25][26]
- Fornaro, P., & Chiquet, V. (2019). Enhanced Reflectance Transformation Imaging for Research and Interoperability. In: Stadtarchäologie Wien (Ed.), Proceedings of the 20th Conference on Cultural Heritage and New Technologies (CHNT 20). Vienna: Stadtarchäologie Wien.[27]
- Fornaro, P., Bianco, A., Kaiser, A., & Rosenthaler, L. (2017). Enhanced RTI for gloss reproduction. Electronic Imaging 2017, 8, 66–72. DOI:10.2352/ISSN.2470-1173.2017.8.MAAP-284

- Rosenthaler, L., Geer, B., Subotic, I., Schweizer, T., & Fornaro, P. (2017). A platform for long-term accessibility of research data in the humanities. Digital Humanities 2017 Conference, Montréal.[28]
- Fornaro, P., Bianco, A., & Rosenthaler, L. (2016). Digital materiality with enhanced reflectance transformation imaging. IS&T Archiving Conference Proceedings, Washington, D.C.[29]
- Fornaro, P. et al. (2016). Neue computerbasierte Verfahren zur Wiedergabe von Kunstwerken. Rundbrief Fotografie, 23(1), 14–23.[30]
- Müller, F., Fornaro, P., Rosenthaler, L., & Gschwind, R. (2010). PEVIAR: Digital originals. ACM Journal on Computing and Cultural Heritage, 3(1), Article 2 DOI:10.1145/1805961.1805963.